# Філідор-лісовик
Філідо́р-лісови́к (Automolus) — рід горобцеподібних птахів родини горнерових (Furnariidae). Представники цього роду мешкають в Мексиці, Центральній і Південній Америці.

## Види
Виділяють десять видів:
- Філідор-лісовик рудочеревий (Automolus rufipileatus)
- Філідор-лісовик червоноокий (Automolus melanopezus)
- Філідор-лісовик вохристогорлий (Automolus ochrolaemus)
- Філідор панамський (Automolus exsertus)[7][8]
- Філідор рископерий (Automolus subulatus)
- філідор бурочеревий (Automolus virgatus)[9]
- Філідор-лісовик бурочеревий (Automolus infuscatus)
- Філідор паранський (Automolus paraensis)[10][11]
- Філідор пернамбуцький (Automolus lammi)[12][13]
- Філідор-лісовик білоокий (Automolus leucophthalmus)

Білогорлого філідора-лісовика раніше відносили до цього роду, однак за результатами низки досліджень він був переведений до роду Чагарниковий філідор (Syndactyla).
Рископерого філідора раніше відносили до монотипового роду Рископерий філідор (Hyloctistes), однак за результатами молекулярно-генетичного дослідження він був переведений до роду Automolus. За результатами цього ж дослідження іржастого філідора-лісовика і рудочеревого філідора-лісовика було переведено до роду Бамбуковий м'якохвіст (Clibanornis).

## Етимологія
Наукова назва роду Automolus походить від слова дав.-гр. αυτομολος — утікач, дезертир.